# Pemer
Pemer är troligen namn på flera olika släkter i tyskspråkiga områden. Etymologiskt är det en variation av Böhmer, det vill säga beteckning på en person från Böhmen. Den släkt som finns i Sverige invandrade under 1630-talets första år med Nicolaus (III) Pemer (1608–1687) från Augsburg, som 1634 undertecknade en handling vid Österby bruk och 1641 kontrakterades av Louis De Geer som förvaltare vid Flögfors bruk. 1649 övergick han till samma syssla vid Finnåkers bruk för att runt 1654 bli handelsman i Arboga.
Hans far Daniel Pemer (1569–1632) var verksam i familjens handelshus och satt också i staden Augsburgs protestantiska råd, som jesuiterna avsatte men som sedan Gustaf II Adolf återinsatte när svenskarna intog staden 1632. Dennes far Nicolaus (I) (1528-1610) hade kommit till Augsburg under 1550-talet, närmast från den österrikiska staden Peuerbach. Han tog tillsammans med sin handelskompanjon Christoffer Christell initiativet till S:ta Anna Kolleg, som blev Augsburgs första skolinrättning med protestantisk inriktning. Daniel hade en äldre bror, Nicolaus (II), död 1603.
Nicolaus (I) förde ett vapen (ett lejon som håller ett uppryckt träd) och en devis (om att vara from men inte alltför from), som en i övrigt helt okänd Stephan Pemer har fått borgerligt vapenbrev för av Ferdinand I (kejsare 1558–1564). Troligast är kanske att det är en felskrivning av förnamn och syftar på Nicolaus själv. Från hans vigselnotis 1556 framgår Nicolaus föräldrars namn, där faderns förnamn anges som Wolf. Namnet Wolf(f) har förekommit i en släkt Pömer i Nürnberg, men ingen av dessa verkar passa. Flera indicier ser i stället ut att kunna peka ut Wolf Beheim eller Behmer (von Mörle genannt Beheim, Böheim eller Böhm, hessisk lågadlig riddarsläkt, tidigast nämnd 1227, utdöd 1638), hovmarskalk under Albrecht av Brandenburg, kurfurste av Mainz.
I första giftet hade den till Sverige invandrade Nicolaus (III) tre barn, däribland dottern Sara, gift med borgmästaren i Nora stad Jean Frumerie och stammoder för alla ännu levande grenar av släkten Frumerie samt en son som också hette Nicolaus (IV) Pemer (1642–1698). Denne hade i sitt första gifte med Christina Dreilich, dotter till Nora stads egenmäktige borgmästare Johan Hansson Drejlich, bland annat dottern Anna (Annika) Pemer (1673–1719) som kom att bli kammarjungfru hos grevinnan Piper som residerade i Karl XII:s följe under Karolinerkrigen. När hon vigdes 1707 i Altranstädt med hovkontrollören Peder Eek bevistade kungen hennes bröllop.
Nicolaus (IV) blev andra gången gift med Brita Mickelsdotter Lindberg, som var dotter till bergsmannen "Laxbro-Mickel" Hindersson (Lindberg). Denne lät uppföra Laxbro-stugan, som finns bevarad på Skansen, där den kallas Bergsmansgården. I detta gifte föddes bland flera barn guldsmeden Petter Pemer (1687–1725), som har arbeten bevarade i Siljansnäs och Lillhärdals kyrkor, en pokal på Nordiska museet och en kåsa av hans hand såldes på Sotheby's i London 1968. Från en dotter i samma gifte (Maria, 1691–1779) härstammar bland andra nobelpristagaren Glenn T. Seaborg och skådespelarna Shanti Roney och Karin Bjurström. Brita Lindberg blev omgift 1700 med gästgivaren Erik Öhman, 1664-1717, och 1721 med organisten Johan Knistedt, 1671-1733.
Den invandrade Nicolaus (III) blev andra gången gift med Euphrosina Welamsdotter Petre och fick tre barn, varav två söner. Johan Pemer (död 1724), blev stadsmäklare i Stockholm, och far till bland andra konstnären (porträttmålaren) Johan Wilhelm Pemer, 1709–1769, som vid alla omnämnanden i konstlitteraturen sedan genomgående har felstavats som "Perner". Dottern Anna Elisabeth (1722-1793) blev gift med fänrik Isaac Hasselhuhn (d 1760), och stammor för den klart större delen av nu levande medlemmar av den svenska släkten Hasselhuhn. Två bemärkta ättlingar här är illustratören Ivar Hjertqvist och skådespelaren Stefan Sauk.
Robert Pemer, 1674–1706, blev löjtnant i Karl XII:s armé och dog i Stettin i dåvarande Svenska Pommern. Från hans son David Niclas Pemer (1700–1776) härstammar alla nu levande Pemer i Sverige, och en gren Pemmer i Norge från en dotterson till honom.

## Personer med efternamnet Pemer
- Bo Pemer (1934–2009), författare
- Mats Pemer (född 1945), stadsplaneringschef